# Václav Sedláček

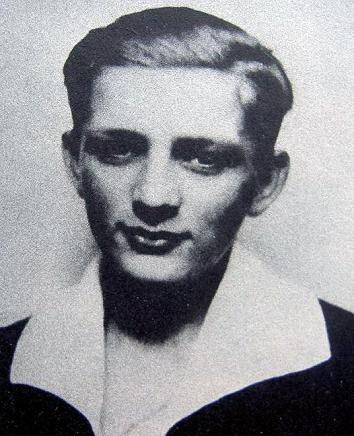
Václav Sedláček, Passfotografie

Václav Sedláček (22. April 1917 in Recklinghausen – 28. Oktober 1939 in Prag) war ein tschechischer Sokolturner und Arbeiter, der vom NS-Regime im Rahmen einer Widerstandskundgebung am Tschechoslowakischen Unabhängigkeitstag auf offener Straße ermordet wurde.

## Leben
Die Eltern von Václav Sedláček waren der Arbeit wegen nach Deutschland gezogen. Sie hatten zwei Söhne. Václav Sedláček absolvierte die Volksschule und begann dann eine Lehre als Bergmann. Aufgrund der Weltwirtschaftskrise kehrte die Familie 1932 nach Ústí nad Labem (Aussig), in die Heimatstadt der Eltern, zurück. Václav wollte seine Lehre unter Tage fortsetzen, fand aber nur eine Lehrstelle in einer Bäckerei.
Nach dem Münchner Abkommen Ende September 1938 marschierten Hitler und seine Wehrmacht in die tschechischen Grenzregionen ein und die Familie flüchtete nach Prag. Auch in Prag arbeitete der junge Mann als Bäckerlehrling. Er schloss sich der Turnerbewegung Sokol und der Mládež Národního souručenství, der Nationalen Jugend-Union, an. Am 15. März besetzten Hitler und die Wehrmacht völkerrechtswidrig auch die sogenannte „Rest-Tschechei“ und errichteten das sogenannte Reichsprotektorat Böhmen und Mähren. Václav Sedláček und seine Familie befanden sich somit zum dritten Male unter nationalsozialistischer Herrschaft.

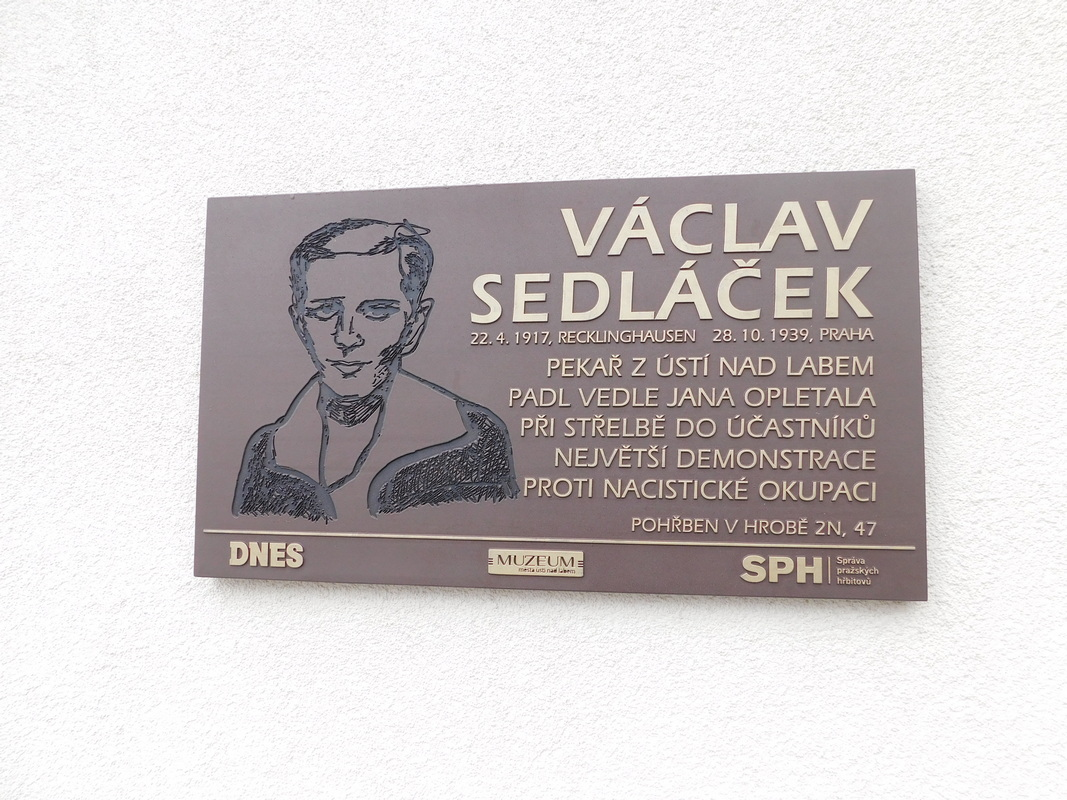
Gedenktafel für Sedláček in Prag

Der Widerstand in Tschechien formierte sich vorerst langsam, mit Flugblattaktionen. Am 28. Oktober 1939, dem Jahrestag der tschechoslowakischen Unabhängigkeit, entlud sich der Widerstand der tschechischen Bevölkerung gegen die deutsche Besatzungsmacht in Massendemonstrationen und Streiks im ganzen Land. Dieser Tag war traditionell Staatsfeiertag gewesen, doch die Nationalsozialisten schafften ihn ab und befahlen der Bevölkerung, zur Arbeit zu gehen. In Prag waren vor allem die Studenten aktiv und veranstalteten am Vormittag eine erste Demonstration im Zentrum der Stadt. Am Wenzelsplatz versammelte sich am Nachmittag eine große Menge, festlich gekleidet, oftmals mit schwarzen Krawatten als Zeichen der Trauer über die Zerschlagung des Staates durch die Nationalsozialisten. Der Historiker Petr Koura schätzt die Zahl der Teilnehmer, niedriger als seine Fachkollegen, auf 60.000 bis 80.000: „Es wird die Nationalhymne gesungen, es werden Volkslieder angestimmt.“
Obwohl die Demonstration friedlich verlief, reagierten die nationalsozialistischen Besatzer unter Reichsprotektor Konstantin von Neurath brutal. Sie verlangten vom pro-forma-Präsidenten Emil Hácha, die tschechische Polizei eingreifen und die Demonstration auflösen zu lassen, was dieser auch anordnete. In den Straßen rund um den Wenzelsplatz wurden Gestapo, SS und Schutzpolizei in Stellung gebracht und schossen in die Menge. Es gab Schwerverletzte, darunter der Medizinstudent Jan Opletal, der einen Bauchschuss erlitt, und es gab einen Toten, den 22-jährigen Václav Sedláček. Ihn traf um 18:25 Uhr an der Kreuzung Žitná und Ve Smečkách eine Kugel ins Herz. Er starb fünf Minuten nach der Aufnahme ins Spital.
Auch Jan Opletal starb – zwei Wochen später – an den Folgen der Schussverletzung. Sedláčeks Beerdigung wurde am 4. November 1939 auf einem Friedhof in Braník abgehalten, nur seine engsten Verwandten und Freunde durften daran teilnehmen. Die Presse durfte nicht darüber berichten. Das Begräbnis wurde von der Gestapo überwacht und schließlich abgebrochen.

## Gedenken

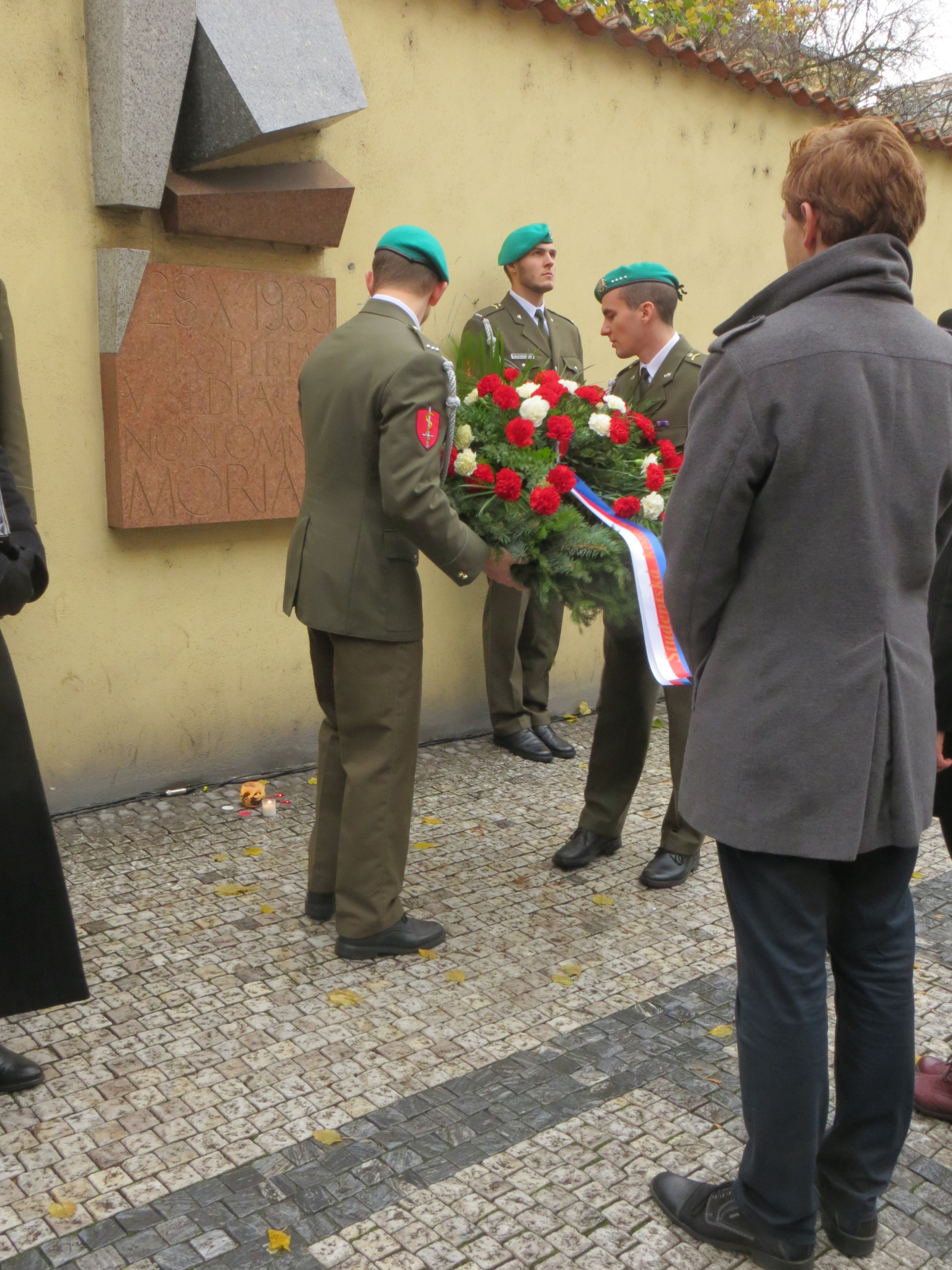
Denkmal in Praha, Žitná ulice

Heute ist an der Stelle, an der Opletal und Sedláček erschossen wurden, ein Denkmal angebracht.